# Ammospermophilus
I citelli antilope (Ammospermophilus Merriam, 1892) sono un genere di scoiattoli di terra. Assomigliano molto ai citelli e originariamente venivano classificati nello stesso genere. Tuttavia, l'ipotesi che debbano costituire un genere indipendente è supportata da diversi studi di genetica molecolare.

## Descrizione
Con una lunghezza testa-tronco di 14-16 cm, una coda lunga 6-9 cm e un peso di 100-140 g, i citelli antilope sono ancora più piccoli e gracili dei veri citelli. La loro pelliccia presenta una colorazione in diverse tonalità di marrone, a seconda della specie. Una striscia longitudinale bianca, visibile su entrambi i lati del corpo, è caratteristica di tutte le specie.

## Distribuzione e habitat

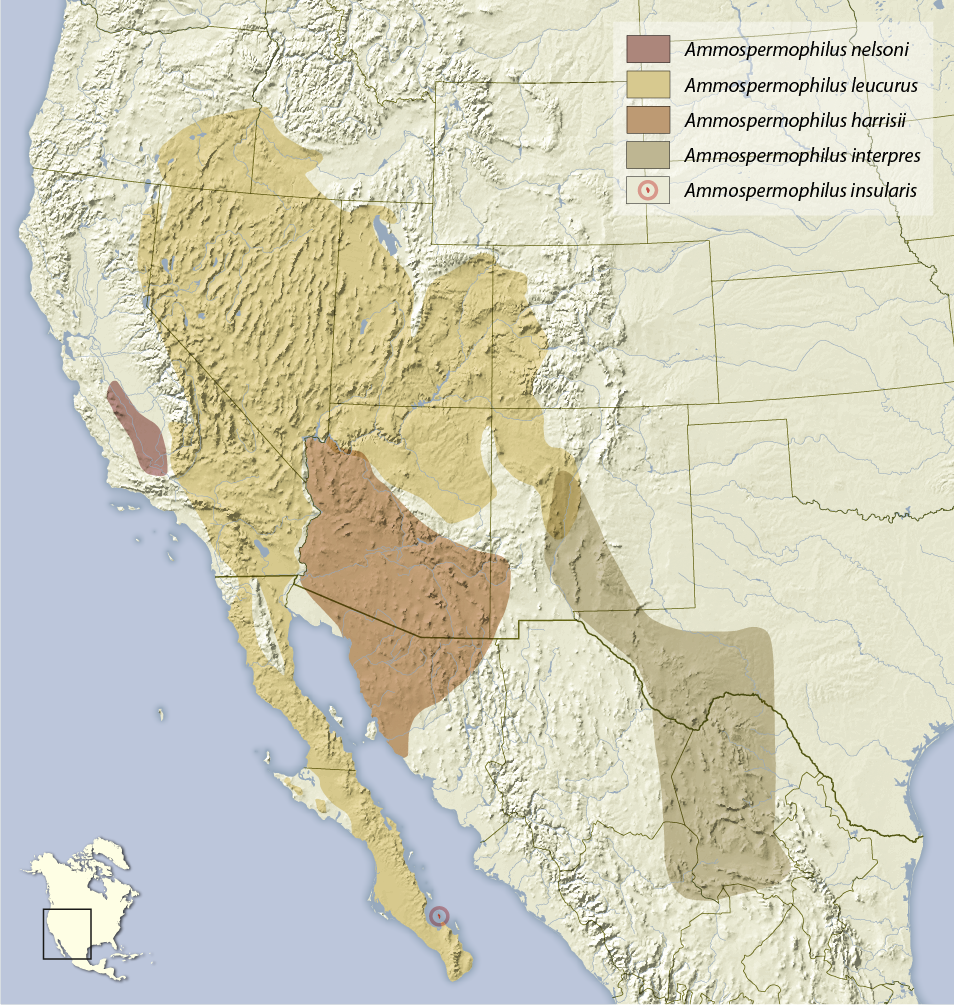
Areale dei citelli antilope.

Sono diffusi nelle zone aride del Nordamerica sud-occidentale, dove popolano deserti, semideserti e pianure con poca copertura erbosa. Nonostante una specie si spinga a nord fino all'Oregon, gli areali delle altre specie si concentrano in California, Nuovo Messico, Texas, Arizona e Messico nord-occidentale.

## Biologia
I citelli antilope costruiscono tane sotterranee in cui si nascondono durante la notte. Di giorno escono in cerca di semi, frutti e radici, e in casi eccezionali anche di insetti e carogne. Spesso ripongono il cibo nelle tasche guanciali per portarlo nella tana.
Le colonie di citelli antilope comprendono da sei a otto esemplari che vivono insieme in una rigida gerarchia. Le femmine partoriscono dopo un periodo di gestazione di 30 giorni. Il numero di piccoli per figliata varia da cinque a quattordici. L'aspettativa di vita è bassa: a causa del gran numero di predatori (tra cui rapaci, volpi pigmee americane, linci rosse, coyote, tassi americani e serpenti a sonagli), sono pochi i citelli antilope che superano un anno di vita. In cattività, tuttavia, possono vivere fino a sei anni.
Questi animali hanno sviluppato una particolare tecnica di termoregolazione che permette loro di cercare cibo fuori dalle tane anche nelle giornate molto calde. Alternano, all'incirca ogni ora, un periodo di esposizione al sole e uno all'interno della tana: dentro quest'ultima, più fresca rispetto all'ambiente circostante, disperdono il calore immagazzinato dal loro corpo. Così facendo, riescono a sopravvivere nelle zone aride senza aver messo a punto altri meccanismi metabolicamente più complessi per la termoregolazione. 

## Tassonomia
|  | Notocitellus                        |
|  |                                     |
|  | Citelli antilope (Ammospermophilus) |
|  |                                     |

|  | Otospermophilus   |
|  |                   |
|  | Callospermophilus |
|  |                   |

|  | Citello di Franklin (Poliocitellus franklinii)                                     |
|  |                                                                                    |
|  | \| \| Cani della prateria (Cynomys) \| \| \| \| \| \| Xerospermophilus \| \| \| \| |
|  |                                                                                    |
|  | Cani della prateria (Cynomys)                                                      |
|  |                                                                                    |
|  | Xerospermophilus                                                                   |
|  |                                                                                    |

|  | Cani della prateria (Cynomys) |
|  |                               |
|  | Xerospermophilus              |
|  |                               |

|  | Citello di Franklin (Poliocitellus franklinii)                                     |
|  |                                                                                    |
|  | \| \| Cani della prateria (Cynomys) \| \| \| \| \| \| Xerospermophilus \| \| \| \| |
|  |                                                                                    |
|  | Cani della prateria (Cynomys)                                                      |
|  |                                                                                    |
|  | Xerospermophilus                                                                   |
|  |                                                                                    |

|  | Cani della prateria (Cynomys) |
|  |                               |
|  | Xerospermophilus              |
|  |                               |

|  | Citello di Franklin (Poliocitellus franklinii)                                     |
|  |                                                                                    |
|  | \| \| Cani della prateria (Cynomys) \| \| \| \| \| \| Xerospermophilus \| \| \| \| |
|  |                                                                                    |
|  | Cani della prateria (Cynomys)                                                      |
|  |                                                                                    |
|  | Xerospermophilus                                                                   |
|  |                                                                                    |

|  | Cani della prateria (Cynomys) |
|  |                               |
|  | Xerospermophilus              |
|  |                               |

|  | Citello di Franklin (Poliocitellus franklinii)                                     |
|  |                                                                                    |
|  | \| \| Cani della prateria (Cynomys) \| \| \| \| \| \| Xerospermophilus \| \| \| \| |
|  |                                                                                    |
|  | Cani della prateria (Cynomys)                                                      |
|  |                                                                                    |
|  | Xerospermophilus                                                                   |
|  |                                                                                    |

|  | Cani della prateria (Cynomys) |
|  |                               |
|  | Xerospermophilus              |
|  |                               |

|  | Citello di Franklin (Poliocitellus franklinii)                                     |
|  |                                                                                    |
|  | \| \| Cani della prateria (Cynomys) \| \| \| \| \| \| Xerospermophilus \| \| \| \| |
|  |                                                                                    |
|  | Cani della prateria (Cynomys)                                                      |
|  |                                                                                    |
|  | Xerospermophilus                                                                   |
|  |                                                                                    |

|  | Cani della prateria (Cynomys) |
|  |                               |
|  | Xerospermophilus              |
|  |                               |

|  | Citello di Franklin (Poliocitellus franklinii)                                     |
|  |                                                                                    |
|  | \| \| Cani della prateria (Cynomys) \| \| \| \| \| \| Xerospermophilus \| \| \| \| |
|  |                                                                                    |
|  | Cani della prateria (Cynomys)                                                      |
|  |                                                                                    |
|  | Xerospermophilus                                                                   |
|  |                                                                                    |

|  | Cani della prateria (Cynomys) |
|  |                               |
|  | Xerospermophilus              |
|  |                               |

|  | Citello di Franklin (Poliocitellus franklinii)                                     |
|  |                                                                                    |
|  | \| \| Cani della prateria (Cynomys) \| \| \| \| \| \| Xerospermophilus \| \| \| \| |
|  |                                                                                    |
|  | Cani della prateria (Cynomys)                                                      |
|  |                                                                                    |
|  | Xerospermophilus                                                                   |
|  |                                                                                    |

|  | Cani della prateria (Cynomys) |
|  |                               |
|  | Xerospermophilus              |
|  |                               |

|  | Citello di Franklin (Poliocitellus franklinii)                                     |
|  |                                                                                    |
|  | \| \| Cani della prateria (Cynomys) \| \| \| \| \| \| Xerospermophilus \| \| \| \| |
|  |                                                                                    |
|  | Cani della prateria (Cynomys)                                                      |
|  |                                                                                    |
|  | Xerospermophilus                                                                   |
|  |                                                                                    |

|  | Cani della prateria (Cynomys) |
|  |                               |
|  | Xerospermophilus              |
|  |                               |

|  | Citello di Franklin (Poliocitellus franklinii)                                     |
|  |                                                                                    |
|  | \| \| Cani della prateria (Cynomys) \| \| \| \| \| \| Xerospermophilus \| \| \| \| |
|  |                                                                                    |
|  | Cani della prateria (Cynomys)                                                      |
|  |                                                                                    |
|  | Xerospermophilus                                                                   |
|  |                                                                                    |

|  | Cani della prateria (Cynomys) |
|  |                               |
|  | Xerospermophilus              |
|  |                               |

|  | Citello di Franklin (Poliocitellus franklinii)                                     |
|  |                                                                                    |
|  | \| \| Cani della prateria (Cynomys) \| \| \| \| \| \| Xerospermophilus \| \| \| \| |
|  |                                                                                    |
|  | Cani della prateria (Cynomys)                                                      |
|  |                                                                                    |
|  | Xerospermophilus                                                                   |
|  |                                                                                    |

|  | Cani della prateria (Cynomys) |
|  |                               |
|  | Xerospermophilus              |
|  |                               |

|  | Citello di Franklin (Poliocitellus franklinii)                                     |
|  |                                                                                    |
|  | \| \| Cani della prateria (Cynomys) \| \| \| \| \| \| Xerospermophilus \| \| \| \| |
|  |                                                                                    |
|  | Cani della prateria (Cynomys)                                                      |
|  |                                                                                    |
|  | Xerospermophilus                                                                   |
|  |                                                                                    |

|  | Cani della prateria (Cynomys) |
|  |                               |
|  | Xerospermophilus              |
|  |                               |

|  | Citello di Franklin (Poliocitellus franklinii)                                     |
|  |                                                                                    |
|  | \| \| Cani della prateria (Cynomys) \| \| \| \| \| \| Xerospermophilus \| \| \| \| |
|  |                                                                                    |
|  | Cani della prateria (Cynomys)                                                      |
|  |                                                                                    |
|  | Xerospermophilus                                                                   |
|  |                                                                                    |

|  | Cani della prateria (Cynomys) |
|  |                               |
|  | Xerospermophilus              |
|  |                               |

|  | Citello di Franklin (Poliocitellus franklinii)                                     |
|  |                                                                                    |
|  | \| \| Cani della prateria (Cynomys) \| \| \| \| \| \| Xerospermophilus \| \| \| \| |
|  |                                                                                    |
|  | Cani della prateria (Cynomys)                                                      |
|  |                                                                                    |
|  | Xerospermophilus                                                                   |
|  |                                                                                    |

|  | Cani della prateria (Cynomys) |
|  |                               |
|  | Xerospermophilus              |
|  |                               |

|  | Citello di Franklin (Poliocitellus franklinii)                                     |
|  |                                                                                    |
|  | \| \| Cani della prateria (Cynomys) \| \| \| \| \| \| Xerospermophilus \| \| \| \| |
|  |                                                                                    |
|  | Cani della prateria (Cynomys)                                                      |
|  |                                                                                    |
|  | Xerospermophilus                                                                   |
|  |                                                                                    |

|  | Cani della prateria (Cynomys) |
|  |                               |
|  | Xerospermophilus              |
|  |                               |

|  | Citello di Franklin (Poliocitellus franklinii)                                     |
|  |                                                                                    |
|  | \| \| Cani della prateria (Cynomys) \| \| \| \| \| \| Xerospermophilus \| \| \| \| |
|  |                                                                                    |
|  | Cani della prateria (Cynomys)                                                      |
|  |                                                                                    |
|  | Xerospermophilus                                                                   |
|  |                                                                                    |

|  | Cani della prateria (Cynomys) |
|  |                               |
|  | Xerospermophilus              |
|  |                               |

|  | Citello di Franklin (Poliocitellus franklinii)                                     |
|  |                                                                                    |
|  | \| \| Cani della prateria (Cynomys) \| \| \| \| \| \| Xerospermophilus \| \| \| \| |
|  |                                                                                    |
|  | Cani della prateria (Cynomys)                                                      |
|  |                                                                                    |
|  | Xerospermophilus                                                                   |
|  |                                                                                    |

|  | Cani della prateria (Cynomys) |
|  |                               |
|  | Xerospermophilus              |
|  |                               |

|  | Otospermophilus   |
|  |                   |
|  | Callospermophilus |
|  |                   |

|  | Citello di Franklin (Poliocitellus franklinii)                                     |
|  |                                                                                    |
|  | \| \| Cani della prateria (Cynomys) \| \| \| \| \| \| Xerospermophilus \| \| \| \| |
|  |                                                                                    |
|  | Cani della prateria (Cynomys)                                                      |
|  |                                                                                    |
|  | Xerospermophilus                                                                   |
|  |                                                                                    |

|  | Cani della prateria (Cynomys) |
|  |                               |
|  | Xerospermophilus              |
|  |                               |

|  | Citello di Franklin (Poliocitellus franklinii)                                     |
|  |                                                                                    |
|  | \| \| Cani della prateria (Cynomys) \| \| \| \| \| \| Xerospermophilus \| \| \| \| |
|  |                                                                                    |
|  | Cani della prateria (Cynomys)                                                      |
|  |                                                                                    |
|  | Xerospermophilus                                                                   |
|  |                                                                                    |

|  | Cani della prateria (Cynomys) |
|  |                               |
|  | Xerospermophilus              |
|  |                               |

|  | Citello di Franklin (Poliocitellus franklinii)                                     |
|  |                                                                                    |
|  | \| \| Cani della prateria (Cynomys) \| \| \| \| \| \| Xerospermophilus \| \| \| \| |
|  |                                                                                    |
|  | Cani della prateria (Cynomys)                                                      |
|  |                                                                                    |
|  | Xerospermophilus                                                                   |
|  |                                                                                    |

|  | Cani della prateria (Cynomys) |
|  |                               |
|  | Xerospermophilus              |
|  |                               |

|  | Citello di Franklin (Poliocitellus franklinii)                                     |
|  |                                                                                    |
|  | \| \| Cani della prateria (Cynomys) \| \| \| \| \| \| Xerospermophilus \| \| \| \| |
|  |                                                                                    |
|  | Cani della prateria (Cynomys)                                                      |
|  |                                                                                    |
|  | Xerospermophilus                                                                   |
|  |                                                                                    |

|  | Cani della prateria (Cynomys) |
|  |                               |
|  | Xerospermophilus              |
|  |                               |

|  | Citello di Franklin (Poliocitellus franklinii)                                     |
|  |                                                                                    |
|  | \| \| Cani della prateria (Cynomys) \| \| \| \| \| \| Xerospermophilus \| \| \| \| |
|  |                                                                                    |
|  | Cani della prateria (Cynomys)                                                      |
|  |                                                                                    |
|  | Xerospermophilus                                                                   |
|  |                                                                                    |

|  | Cani della prateria (Cynomys) |
|  |                               |
|  | Xerospermophilus              |
|  |                               |

|  | Citello di Franklin (Poliocitellus franklinii)                                     |
|  |                                                                                    |
|  | \| \| Cani della prateria (Cynomys) \| \| \| \| \| \| Xerospermophilus \| \| \| \| |
|  |                                                                                    |
|  | Cani della prateria (Cynomys)                                                      |
|  |                                                                                    |
|  | Xerospermophilus                                                                   |
|  |                                                                                    |

|  | Cani della prateria (Cynomys) |
|  |                               |
|  | Xerospermophilus              |
|  |                               |

|  | Citello di Franklin (Poliocitellus franklinii)                                     |
|  |                                                                                    |
|  | \| \| Cani della prateria (Cynomys) \| \| \| \| \| \| Xerospermophilus \| \| \| \| |
|  |                                                                                    |
|  | Cani della prateria (Cynomys)                                                      |
|  |                                                                                    |
|  | Xerospermophilus                                                                   |
|  |                                                                                    |

|  | Cani della prateria (Cynomys) |
|  |                               |
|  | Xerospermophilus              |
|  |                               |

|  | Citello di Franklin (Poliocitellus franklinii)                                     |
|  |                                                                                    |
|  | \| \| Cani della prateria (Cynomys) \| \| \| \| \| \| Xerospermophilus \| \| \| \| |
|  |                                                                                    |
|  | Cani della prateria (Cynomys)                                                      |
|  |                                                                                    |
|  | Xerospermophilus                                                                   |
|  |                                                                                    |

|  | Cani della prateria (Cynomys) |
|  |                               |
|  | Xerospermophilus              |
|  |                               |

|  | Citello di Franklin (Poliocitellus franklinii)                                     |
|  |                                                                                    |
|  | \| \| Cani della prateria (Cynomys) \| \| \| \| \| \| Xerospermophilus \| \| \| \| |
|  |                                                                                    |
|  | Cani della prateria (Cynomys)                                                      |
|  |                                                                                    |
|  | Xerospermophilus                                                                   |
|  |                                                                                    |

|  | Cani della prateria (Cynomys) |
|  |                               |
|  | Xerospermophilus              |
|  |                               |

|  | Citello di Franklin (Poliocitellus franklinii)                                     |
|  |                                                                                    |
|  | \| \| Cani della prateria (Cynomys) \| \| \| \| \| \| Xerospermophilus \| \| \| \| |
|  |                                                                                    |
|  | Cani della prateria (Cynomys)                                                      |
|  |                                                                                    |
|  | Xerospermophilus                                                                   |
|  |                                                                                    |

|  | Cani della prateria (Cynomys) |
|  |                               |
|  | Xerospermophilus              |
|  |                               |

|  | Citello di Franklin (Poliocitellus franklinii)                                     |
|  |                                                                                    |
|  | \| \| Cani della prateria (Cynomys) \| \| \| \| \| \| Xerospermophilus \| \| \| \| |
|  |                                                                                    |
|  | Cani della prateria (Cynomys)                                                      |
|  |                                                                                    |
|  | Xerospermophilus                                                                   |
|  |                                                                                    |

|  | Cani della prateria (Cynomys) |
|  |                               |
|  | Xerospermophilus              |
|  |                               |

|  | Citello di Franklin (Poliocitellus franklinii)                                     |
|  |                                                                                    |
|  | \| \| Cani della prateria (Cynomys) \| \| \| \| \| \| Xerospermophilus \| \| \| \| |
|  |                                                                                    |
|  | Cani della prateria (Cynomys)                                                      |
|  |                                                                                    |
|  | Xerospermophilus                                                                   |
|  |                                                                                    |

|  | Cani della prateria (Cynomys) |
|  |                               |
|  | Xerospermophilus              |
|  |                               |

|  | Citello di Franklin (Poliocitellus franklinii)                                     |
|  |                                                                                    |
|  | \| \| Cani della prateria (Cynomys) \| \| \| \| \| \| Xerospermophilus \| \| \| \| |
|  |                                                                                    |
|  | Cani della prateria (Cynomys)                                                      |
|  |                                                                                    |
|  | Xerospermophilus                                                                   |
|  |                                                                                    |

|  | Cani della prateria (Cynomys) |
|  |                               |
|  | Xerospermophilus              |
|  |                               |

|  | Citello di Franklin (Poliocitellus franklinii)                                     |
|  |                                                                                    |
|  | \| \| Cani della prateria (Cynomys) \| \| \| \| \| \| Xerospermophilus \| \| \| \| |
|  |                                                                                    |
|  | Cani della prateria (Cynomys)                                                      |
|  |                                                                                    |
|  | Xerospermophilus                                                                   |
|  |                                                                                    |

|  | Cani della prateria (Cynomys) |
|  |                               |
|  | Xerospermophilus              |
|  |                               |

|  | Citello di Franklin (Poliocitellus franklinii)                                     |
|  |                                                                                    |
|  | \| \| Cani della prateria (Cynomys) \| \| \| \| \| \| Xerospermophilus \| \| \| \| |
|  |                                                                                    |
|  | Cani della prateria (Cynomys)                                                      |
|  |                                                                                    |
|  | Xerospermophilus                                                                   |
|  |                                                                                    |

|  | Cani della prateria (Cynomys) |
|  |                               |
|  | Xerospermophilus              |
|  |                               |

|  | Citello di Franklin (Poliocitellus franklinii)                                     |
|  |                                                                                    |
|  | \| \| Cani della prateria (Cynomys) \| \| \| \| \| \| Xerospermophilus \| \| \| \| |
|  |                                                                                    |
|  | Cani della prateria (Cynomys)                                                      |
|  |                                                                                    |
|  | Xerospermophilus                                                                   |
|  |                                                                                    |

|  | Cani della prateria (Cynomys) |
|  |                               |
|  | Xerospermophilus              |
|  |                               |

|  | Notocitellus                        |
|  |                                     |
|  | Citelli antilope (Ammospermophilus) |
|  |                                     |

|  | Otospermophilus   |
|  |                   |
|  | Callospermophilus |
|  |                   |

|  | Citello di Franklin (Poliocitellus franklinii)                                     |
|  |                                                                                    |
|  | \| \| Cani della prateria (Cynomys) \| \| \| \| \| \| Xerospermophilus \| \| \| \| |
|  |                                                                                    |
|  | Cani della prateria (Cynomys)                                                      |
|  |                                                                                    |
|  | Xerospermophilus                                                                   |
|  |                                                                                    |

|  | Cani della prateria (Cynomys) |
|  |                               |
|  | Xerospermophilus              |
|  |                               |

|  | Citello di Franklin (Poliocitellus franklinii)                                     |
|  |                                                                                    |
|  | \| \| Cani della prateria (Cynomys) \| \| \| \| \| \| Xerospermophilus \| \| \| \| |
|  |                                                                                    |
|  | Cani della prateria (Cynomys)                                                      |
|  |                                                                                    |
|  | Xerospermophilus                                                                   |
|  |                                                                                    |

|  | Cani della prateria (Cynomys) |
|  |                               |
|  | Xerospermophilus              |
|  |                               |

|  | Citello di Franklin (Poliocitellus franklinii)                                     |
|  |                                                                                    |
|  | \| \| Cani della prateria (Cynomys) \| \| \| \| \| \| Xerospermophilus \| \| \| \| |
|  |                                                                                    |
|  | Cani della prateria (Cynomys)                                                      |
|  |                                                                                    |
|  | Xerospermophilus                                                                   |
|  |                                                                                    |

|  | Cani della prateria (Cynomys) |
|  |                               |
|  | Xerospermophilus              |
|  |                               |

|  | Citello di Franklin (Poliocitellus franklinii)                                     |
|  |                                                                                    |
|  | \| \| Cani della prateria (Cynomys) \| \| \| \| \| \| Xerospermophilus \| \| \| \| |
|  |                                                                                    |
|  | Cani della prateria (Cynomys)                                                      |
|  |                                                                                    |
|  | Xerospermophilus                                                                   |
|  |                                                                                    |

|  | Cani della prateria (Cynomys) |
|  |                               |
|  | Xerospermophilus              |
|  |                               |

|  | Citello di Franklin (Poliocitellus franklinii)                                     |
|  |                                                                                    |
|  | \| \| Cani della prateria (Cynomys) \| \| \| \| \| \| Xerospermophilus \| \| \| \| |
|  |                                                                                    |
|  | Cani della prateria (Cynomys)                                                      |
|  |                                                                                    |
|  | Xerospermophilus                                                                   |
|  |                                                                                    |

|  | Cani della prateria (Cynomys) |
|  |                               |
|  | Xerospermophilus              |
|  |                               |

|  | Citello di Franklin (Poliocitellus franklinii)                                     |
|  |                                                                                    |
|  | \| \| Cani della prateria (Cynomys) \| \| \| \| \| \| Xerospermophilus \| \| \| \| |
|  |                                                                                    |
|  | Cani della prateria (Cynomys)                                                      |
|  |                                                                                    |
|  | Xerospermophilus                                                                   |
|  |                                                                                    |

|  | Cani della prateria (Cynomys) |
|  |                               |
|  | Xerospermophilus              |
|  |                               |

|  | Citello di Franklin (Poliocitellus franklinii)                                     |
|  |                                                                                    |
|  | \| \| Cani della prateria (Cynomys) \| \| \| \| \| \| Xerospermophilus \| \| \| \| |
|  |                                                                                    |
|  | Cani della prateria (Cynomys)                                                      |
|  |                                                                                    |
|  | Xerospermophilus                                                                   |
|  |                                                                                    |

|  | Cani della prateria (Cynomys) |
|  |                               |
|  | Xerospermophilus              |
|  |                               |

|  | Citello di Franklin (Poliocitellus franklinii)                                     |
|  |                                                                                    |
|  | \| \| Cani della prateria (Cynomys) \| \| \| \| \| \| Xerospermophilus \| \| \| \| |
|  |                                                                                    |
|  | Cani della prateria (Cynomys)                                                      |
|  |                                                                                    |
|  | Xerospermophilus                                                                   |
|  |                                                                                    |

|  | Cani della prateria (Cynomys) |
|  |                               |
|  | Xerospermophilus              |
|  |                               |

|  | Citello di Franklin (Poliocitellus franklinii)                                     |
|  |                                                                                    |
|  | \| \| Cani della prateria (Cynomys) \| \| \| \| \| \| Xerospermophilus \| \| \| \| |
|  |                                                                                    |
|  | Cani della prateria (Cynomys)                                                      |
|  |                                                                                    |
|  | Xerospermophilus                                                                   |
|  |                                                                                    |

|  | Cani della prateria (Cynomys) |
|  |                               |
|  | Xerospermophilus              |
|  |                               |

|  | Citello di Franklin (Poliocitellus franklinii)                                     |
|  |                                                                                    |
|  | \| \| Cani della prateria (Cynomys) \| \| \| \| \| \| Xerospermophilus \| \| \| \| |
|  |                                                                                    |
|  | Cani della prateria (Cynomys)                                                      |
|  |                                                                                    |
|  | Xerospermophilus                                                                   |
|  |                                                                                    |

|  | Cani della prateria (Cynomys) |
|  |                               |
|  | Xerospermophilus              |
|  |                               |

|  | Citello di Franklin (Poliocitellus franklinii)                                     |
|  |                                                                                    |
|  | \| \| Cani della prateria (Cynomys) \| \| \| \| \| \| Xerospermophilus \| \| \| \| |
|  |                                                                                    |
|  | Cani della prateria (Cynomys)                                                      |
|  |                                                                                    |
|  | Xerospermophilus                                                                   |
|  |                                                                                    |

|  | Cani della prateria (Cynomys) |
|  |                               |
|  | Xerospermophilus              |
|  |                               |

|  | Citello di Franklin (Poliocitellus franklinii)                                     |
|  |                                                                                    |
|  | \| \| Cani della prateria (Cynomys) \| \| \| \| \| \| Xerospermophilus \| \| \| \| |
|  |                                                                                    |
|  | Cani della prateria (Cynomys)                                                      |
|  |                                                                                    |
|  | Xerospermophilus                                                                   |
|  |                                                                                    |

|  | Cani della prateria (Cynomys) |
|  |                               |
|  | Xerospermophilus              |
|  |                               |

|  | Citello di Franklin (Poliocitellus franklinii)                                     |
|  |                                                                                    |
|  | \| \| Cani della prateria (Cynomys) \| \| \| \| \| \| Xerospermophilus \| \| \| \| |
|  |                                                                                    |
|  | Cani della prateria (Cynomys)                                                      |
|  |                                                                                    |
|  | Xerospermophilus                                                                   |
|  |                                                                                    |

|  | Cani della prateria (Cynomys) |
|  |                               |
|  | Xerospermophilus              |
|  |                               |

|  | Citello di Franklin (Poliocitellus franklinii)                                     |
|  |                                                                                    |
|  | \| \| Cani della prateria (Cynomys) \| \| \| \| \| \| Xerospermophilus \| \| \| \| |
|  |                                                                                    |
|  | Cani della prateria (Cynomys)                                                      |
|  |                                                                                    |
|  | Xerospermophilus                                                                   |
|  |                                                                                    |

|  | Cani della prateria (Cynomys) |
|  |                               |
|  | Xerospermophilus              |
|  |                               |

|  | Citello di Franklin (Poliocitellus franklinii)                                     |
|  |                                                                                    |
|  | \| \| Cani della prateria (Cynomys) \| \| \| \| \| \| Xerospermophilus \| \| \| \| |
|  |                                                                                    |
|  | Cani della prateria (Cynomys)                                                      |
|  |                                                                                    |
|  | Xerospermophilus                                                                   |
|  |                                                                                    |

|  | Cani della prateria (Cynomys) |
|  |                               |
|  | Xerospermophilus              |
|  |                               |

|  | Citello di Franklin (Poliocitellus franklinii)                                     |
|  |                                                                                    |
|  | \| \| Cani della prateria (Cynomys) \| \| \| \| \| \| Xerospermophilus \| \| \| \| |
|  |                                                                                    |
|  | Cani della prateria (Cynomys)                                                      |
|  |                                                                                    |
|  | Xerospermophilus                                                                   |
|  |                                                                                    |

|  | Cani della prateria (Cynomys) |
|  |                               |
|  | Xerospermophilus              |
|  |                               |

|  | Otospermophilus   |
|  |                   |
|  | Callospermophilus |
|  |                   |

|  | Citello di Franklin (Poliocitellus franklinii)                                     |
|  |                                                                                    |
|  | \| \| Cani della prateria (Cynomys) \| \| \| \| \| \| Xerospermophilus \| \| \| \| |
|  |                                                                                    |
|  | Cani della prateria (Cynomys)                                                      |
|  |                                                                                    |
|  | Xerospermophilus                                                                   |
|  |                                                                                    |

|  | Cani della prateria (Cynomys) |
|  |                               |
|  | Xerospermophilus              |
|  |                               |

|  | Citello di Franklin (Poliocitellus franklinii)                                     |
|  |                                                                                    |
|  | \| \| Cani della prateria (Cynomys) \| \| \| \| \| \| Xerospermophilus \| \| \| \| |
|  |                                                                                    |
|  | Cani della prateria (Cynomys)                                                      |
|  |                                                                                    |
|  | Xerospermophilus                                                                   |
|  |                                                                                    |

|  | Cani della prateria (Cynomys) |
|  |                               |
|  | Xerospermophilus              |
|  |                               |

|  | Citello di Franklin (Poliocitellus franklinii)                                     |
|  |                                                                                    |
|  | \| \| Cani della prateria (Cynomys) \| \| \| \| \| \| Xerospermophilus \| \| \| \| |
|  |                                                                                    |
|  | Cani della prateria (Cynomys)                                                      |
|  |                                                                                    |
|  | Xerospermophilus                                                                   |
|  |                                                                                    |

|  | Cani della prateria (Cynomys) |
|  |                               |
|  | Xerospermophilus              |
|  |                               |

|  | Citello di Franklin (Poliocitellus franklinii)                                     |
|  |                                                                                    |
|  | \| \| Cani della prateria (Cynomys) \| \| \| \| \| \| Xerospermophilus \| \| \| \| |
|  |                                                                                    |
|  | Cani della prateria (Cynomys)                                                      |
|  |                                                                                    |
|  | Xerospermophilus                                                                   |
|  |                                                                                    |

|  | Cani della prateria (Cynomys) |
|  |                               |
|  | Xerospermophilus              |
|  |                               |

|  | Citello di Franklin (Poliocitellus franklinii)                                     |
|  |                                                                                    |
|  | \| \| Cani della prateria (Cynomys) \| \| \| \| \| \| Xerospermophilus \| \| \| \| |
|  |                                                                                    |
|  | Cani della prateria (Cynomys)                                                      |
|  |                                                                                    |
|  | Xerospermophilus                                                                   |
|  |                                                                                    |

|  | Cani della prateria (Cynomys) |
|  |                               |
|  | Xerospermophilus              |
|  |                               |

|  | Citello di Franklin (Poliocitellus franklinii)                                     |
|  |                                                                                    |
|  | \| \| Cani della prateria (Cynomys) \| \| \| \| \| \| Xerospermophilus \| \| \| \| |
|  |                                                                                    |
|  | Cani della prateria (Cynomys)                                                      |
|  |                                                                                    |
|  | Xerospermophilus                                                                   |
|  |                                                                                    |

|  | Cani della prateria (Cynomys) |
|  |                               |
|  | Xerospermophilus              |
|  |                               |

|  | Citello di Franklin (Poliocitellus franklinii)                                     |
|  |                                                                                    |
|  | \| \| Cani della prateria (Cynomys) \| \| \| \| \| \| Xerospermophilus \| \| \| \| |
|  |                                                                                    |
|  | Cani della prateria (Cynomys)                                                      |
|  |                                                                                    |
|  | Xerospermophilus                                                                   |
|  |                                                                                    |

|  | Cani della prateria (Cynomys) |
|  |                               |
|  | Xerospermophilus              |
|  |                               |

|  | Citello di Franklin (Poliocitellus franklinii)                                     |
|  |                                                                                    |
|  | \| \| Cani della prateria (Cynomys) \| \| \| \| \| \| Xerospermophilus \| \| \| \| |
|  |                                                                                    |
|  | Cani della prateria (Cynomys)                                                      |
|  |                                                                                    |
|  | Xerospermophilus                                                                   |
|  |                                                                                    |

|  | Cani della prateria (Cynomys) |
|  |                               |
|  | Xerospermophilus              |
|  |                               |

|  | Citello di Franklin (Poliocitellus franklinii)                                     |
|  |                                                                                    |
|  | \| \| Cani della prateria (Cynomys) \| \| \| \| \| \| Xerospermophilus \| \| \| \| |
|  |                                                                                    |
|  | Cani della prateria (Cynomys)                                                      |
|  |                                                                                    |
|  | Xerospermophilus                                                                   |
|  |                                                                                    |

|  | Cani della prateria (Cynomys) |
|  |                               |
|  | Xerospermophilus              |
|  |                               |

|  | Citello di Franklin (Poliocitellus franklinii)                                     |
|  |                                                                                    |
|  | \| \| Cani della prateria (Cynomys) \| \| \| \| \| \| Xerospermophilus \| \| \| \| |
|  |                                                                                    |
|  | Cani della prateria (Cynomys)                                                      |
|  |                                                                                    |
|  | Xerospermophilus                                                                   |
|  |                                                                                    |

|  | Cani della prateria (Cynomys) |
|  |                               |
|  | Xerospermophilus              |
|  |                               |

|  | Citello di Franklin (Poliocitellus franklinii)                                     |
|  |                                                                                    |
|  | \| \| Cani della prateria (Cynomys) \| \| \| \| \| \| Xerospermophilus \| \| \| \| |
|  |                                                                                    |
|  | Cani della prateria (Cynomys)                                                      |
|  |                                                                                    |
|  | Xerospermophilus                                                                   |
|  |                                                                                    |

|  | Cani della prateria (Cynomys) |
|  |                               |
|  | Xerospermophilus              |
|  |                               |

|  | Citello di Franklin (Poliocitellus franklinii)                                     |
|  |                                                                                    |
|  | \| \| Cani della prateria (Cynomys) \| \| \| \| \| \| Xerospermophilus \| \| \| \| |
|  |                                                                                    |
|  | Cani della prateria (Cynomys)                                                      |
|  |                                                                                    |
|  | Xerospermophilus                                                                   |
|  |                                                                                    |

|  | Cani della prateria (Cynomys) |
|  |                               |
|  | Xerospermophilus              |
|  |                               |

|  | Citello di Franklin (Poliocitellus franklinii)                                     |
|  |                                                                                    |
|  | \| \| Cani della prateria (Cynomys) \| \| \| \| \| \| Xerospermophilus \| \| \| \| |
|  |                                                                                    |
|  | Cani della prateria (Cynomys)                                                      |
|  |                                                                                    |
|  | Xerospermophilus                                                                   |
|  |                                                                                    |

|  | Cani della prateria (Cynomys) |
|  |                               |
|  | Xerospermophilus              |
|  |                               |

|  | Citello di Franklin (Poliocitellus franklinii)                                     |
|  |                                                                                    |
|  | \| \| Cani della prateria (Cynomys) \| \| \| \| \| \| Xerospermophilus \| \| \| \| |
|  |                                                                                    |
|  | Cani della prateria (Cynomys)                                                      |
|  |                                                                                    |
|  | Xerospermophilus                                                                   |
|  |                                                                                    |

|  | Cani della prateria (Cynomys) |
|  |                               |
|  | Xerospermophilus              |
|  |                               |

|  | Citello di Franklin (Poliocitellus franklinii)                                     |
|  |                                                                                    |
|  | \| \| Cani della prateria (Cynomys) \| \| \| \| \| \| Xerospermophilus \| \| \| \| |
|  |                                                                                    |
|  | Cani della prateria (Cynomys)                                                      |
|  |                                                                                    |
|  | Xerospermophilus                                                                   |
|  |                                                                                    |

|  | Cani della prateria (Cynomys) |
|  |                               |
|  | Xerospermophilus              |
|  |                               |

|  | Citello di Franklin (Poliocitellus franklinii)                                     |
|  |                                                                                    |
|  | \| \| Cani della prateria (Cynomys) \| \| \| \| \| \| Xerospermophilus \| \| \| \| |
|  |                                                                                    |
|  | Cani della prateria (Cynomys)                                                      |
|  |                                                                                    |
|  | Xerospermophilus                                                                   |
|  |                                                                                    |

|  | Cani della prateria (Cynomys) |
|  |                               |
|  | Xerospermophilus              |
|  |                               |

I citelli antilope sono un genere di scoiattoli assegnati alla sottofamiglia degli scoiattoli di terra (Xerinae) e precisamente al gruppo degli scoiattoli di terra veri e propri (Marmotini). Il genere venne descritto per la prima volta da Clinton Hart Merriam nel 1892.
Nel 2004 sono stati confermati come gruppo monofiletico a seguito di uno studio biomolecolare e identificati, insieme al genere Notocitellus, come sister group di tutti gli altri Marmotini.
Ne esistono quattro specie, tutte molto simili tra loro:
- Ammospermophilus harrisii (Audubon e Bachman, 1854), il citello antilope di Harris, diffuso in Arizona e Sonora;
- Ammospermophilus interpres (Merriam, 1890), il citello antilope del Texas, diffuso in Texas, Nuovo Messico, Coahuila, Chihuahua e Durango;
- Ammospermophilus leucurus (Merriam, 1889), il citello antilope dalla coda bianca, diffuso nel Nordamerica occidentale;
- Ammospermophilus nelsoni (Merriam, 1893), il citello antilope di Nelson, diffuso nella California centrale.

## Rapporti con l'uomo
Il citello antilope di Nelson viene classificato come specie in pericolo dalla IUCN. Il suo areale copre una superficie di appena 3900 km² ed è minacciato dallo sviluppo agricolo, dai rodenticidi e dallo sfruttamento dei giacimenti di petrolio e gas naturale. Le altre tre specie non sono considerate in pericolo. Sebbene non siano eccessivamente comuni, sono tra quegli animali dei deserti del Nordamerica che un attento osservatore può avvistare facilmente.
Il nome «citello antilope» fa riferimento all'antilocapra, nota negli Stati Uniti come antelope («antilope»). Questo ungulato, infatti, mette in mostra la sua coda bianca durante la fuga, proprio come fanno i citelli antilope.